# Monomorium major
Monomorium major är en myrart som beskrevs av Bernard 1953. Monomorium major ingår i släktet Monomorium och familjen myror. Inga underarter finns listade i Catalogue of Life.